# Pont-Audemer
Pont-Audemer é uma comuna francesa na região administrativa da Normandia, no departamento de Eure. Estende-se por uma área de 9,35 km². Em 2010 a comuna tinha 10 390 habitantes (densidade: 1 111,2 hab./km²).

## Geografia
Este localidade encontra-se situada entre o rio Risle, a região de Roumois e o planalto de Lieuvin.

## Historia
Torf foi um nobre medieval e senhor feudal desta localidade. 